# Mazinho (futebolista, 1987)
Anderson Soares da Silva (Barbosa Ferraz, 16 de outubro de 1987), mais conhecido como Mazinho, é um futebolista brasileiro que atua como meia ou ponta-esquerda. Atualmente joga na União Cacoalense.

## Carreira
Depois de várias passagens em clubes do interior paulista e também no América de Natal, Mazinho foi apresentado como jogador do Palmeiras em abril de 2012, para disputar a segunda metade da temporada. Em sua primeira entrevista coletiva pela equipe paulista, apareceu com destaque na mídia por causa de sua ousadia e personalidade, ao afirmar que, no Oeste, era chamado pela torcida de "Messi Black", numa referência ao craque argentino Lionel Messi.
Logo na sua segunda partida pelo Palmeiras, no dia 9 de maio, marcou duas vezes na goleada da equipe paulista por 4–0 sobre o Paraná, em jogo válido pela Copa do Brasil. O resultado classificou o alviverde para as quartas de final da competição. No primeiro jogo da semifinal do mesmo torneio, Mazinho marcou um importantíssimo gol da vitória palmeirense contra o Grêmio em pleno Olímpico, por 2–0. Nas finais, foi titular nos dois jogos, contra o Coritiba, e importante para levar o Palmeiras ao título invicto da competição.
Em agosto de 2012, Mazinho foi comprado definitivamente pelo Verdão, assinando contrato até julho de 2017. No Campeonato Brasileiro, no entanto, perdeu espaço no time e fez parte do elenco que rebaixou o Palmeiras para a Série B.
Sem espaço no clube paulista, foi emprestado ao Vissel Kobe, do Japão, no dia 28 de janeiro de 2013, assinando contrato até janeiro de 2014. Por conta do empréstimo, o Palmeiras recebeu uma quantia pelo jogador.
Após 39 partidas e 10 gols pelo clube japonês, o Palmeiras confirmou o retorno de Mazinho no início de 2014, com o meia integrando o elenco que disputaria o ano do centenário da equipe alviverde.
Em janeiro de 2015, foi emprestado ao Coritiba em contrato de um ano, na negociação que levou o meia Robinho ao Allianz Parque.
Após poucas oportunidades no Coxa, Mazinho foi repassado para o Oeste até o final do ano.
Em setembro de 2016, nos últimos dias antes do fechamento da janela de transferências, acertou com o Santa Cruz para disputar a Série A.
Depois de não renovar com o Palmeiras, o jogador foi contratado em definitivo pelo Oeste em agosto de 2017. No total pelo Verdão, atuou em 61 partidas e marcou nove gols.

## Títulos
Oeste
- Campeonato Paulista do Interior: 2011

Palmeiras
- Copa do Brasil: 2012

### Artilharias
- Campeonato Brasileiro - Série B: 2017 (16 gols)